# ماركو ميتشيل
ماركو ميتشيل (بالإنجليزية: Marko Mitchell)‏ هو لاعب كرة قدم أمريكية أمريكي، ولد في 11 مارس 1985.

## وصلات خارجية
- ماركو ميتشيل على موقع مرجع كرة القدم المحترفة.كوم (الإنجليزية)